# Beilschmiedia alloiophylla
Beilschmiedia alloiophylla är en lagerväxtart som först beskrevs av Henry Hurd Rusby, och fick sitt nu gällande namn av André Joseph Guillaume Henri Kostermans. Beilschmiedia alloiophylla ingår i släktet Beilschmiedia och familjen lagerväxter. Inga underarter finns listade i Catalogue of Life.